# Ulmaridae
Ulmaridae är en familj av maneter. Ulmaridae ingår i ordningen skivmaneter, klassen maneter, fylumet nässeldjur och riket djur. Enligt Catalogue of Life omfattar familjen Ulmaridae 23 arter. 
Släkten enligt Catalogue of Life:
- Aurelia
- Aurosa
- Deepstaria
- Diplulmaris
- Discomedusa
- Floresca
- Parumbrosa
- Phacellophora
- Poralia
- Stellamedusa
- Sthenonia
- Stygiomedusa
- Tiburonia
- Ulmaris